# Шушканы
 Шушканы  — деревня в Орловском районе Кировской области. Входит в состав Орловского сельского поселения.

## География
Расположена на расстоянии примерно 12 км по прямой на запад-северо-запад от райцентра города Орлова.

## История
Известна с 1678 года как починок  Потанки Капустина с 1 двором, в 1763 53 жителя, в 1802 (починок  Панки Капустина) 6 дворов. В 1873 году здесь (починок  Панки Капустина или Шушкановы) дворов 11 и жителей 96, в 1905 (починок  Капустинский или Шушкановы) 18 и 90, в 1926 (деревня Шушкановы или Капустина Панки) 16 и 76, в 1950 (Шушканы) 14 и 40, в 1989 9 жителей. С 2006 по 2011 год входила в состав Шадричевского сельского поселения.

## Население
Постоянное население составляло 4 человека (русские 100%) в 2002 году, 0 в 2010.